# Митюг (приток Унжи)
Митюг — река в России, протекает в Никольском и Бабушкинском районах Вологодской области. Левый приток реки Унжа.

## География
Река Митюг течёт по берёзово-еловым лесам. На реке находятся урочища Верхний Митюг и Нижний Митюг. Устье реки находится в 391 км по левому берегу реки Унжа. Длина реки составляет 29 км, площадь водосборного бассейна 162 км².

## Данные водного реестра
По данным государственного водного реестра России относится к Верхневолжскому бассейновому округу, водохозяйственный участок реки — Унжа от истока и до устья, речной подбассейн реки — Бассей притоков Волги ниже Рыбинского водохранилища до впадения Оки. Речной бассейн реки — (Верхняя) Волга до Куйбышевского водохранилища (без бассейна Оки).
Код объекта в государственном водном реестре — 08010300312110000014627.